# San Nicolás, Guerrero
San Nicolás är en ort i Mexiko.   Den ligger i kommunen Coyuca de Benítez och delstaten Guerrero, i den södra delen av landet, 290 km söder om huvudstaden Mexico City. San Nicolás ligger 11 meter över havet och antalet invånare är 710.
Terrängen runt San Nicolás är platt söderut, men norrut är den kuperad. Havet är nära San Nicolás åt sydväst. Runt San Nicolás är det ganska glesbefolkat, med 25 invånare per kvadratkilometer. Närmaste större samhälle är Coyuca de Benítez, 5,6 km nordost om San Nicolás. Omgivningarna runt San Nicolás är en mosaik av jordbruksmark och naturlig växtlighet.